# Birger (Vorname)
Birger [ˈbɪrjɛr] ist ein schwedischer männlicher Vorname.

## Herkunft und Bedeutung
Der Name Birger geht auf den altnordischen Namen Birgir zurück, dessen genaue Herkunft unbekannt ist.
Entweder handelt es sich um die Kurzform eines altnordischen Namens, der sich aus einem unbekannten ersten Element und dem Element geir „Speer“ zusammensetzt, oder der Name stellt eine Variante von *BerʒiaR dar.
Der Name *BerʒiaR geht entweder auf das altnordische bjarga „helfen“, „retten“ zurück, oder er stellt eine adjektivische Form zu *berʒō „Hilfe“ dar, oder er ist eine Kurzform von altnordischen Namen, die mit dem Element berg- „Festung“ beginnen.

## Verbreitung
Der Name Birger ist vor allem in Finnland, Norwegen, Dänemark und Schweden verbreitet, wird dort jedoch aktuell nicht sehr häufig vergeben.
In Schweden tragen Stand 31. Dezember 2022 insgesamt 15.013 Personen den Vornamen Birger, bei 1.979 handelt es sich um den Rufnamen. Das durchschnittliche Alter von Männern dieses Namens ist 66,1 Jahre.
In Finnland war Birger vor allem zwischen 1900 und 1940 sehr beliebt. Im Laufe der Jahre wurde der Name immer seltener gewählt in den Jahren 2020 bis 2022 wurden nur 23 Jungen Birger genannt.
Im Jahr 2022 lebten in Dänemark 1.998 Männer mit dem Vornamen Birger. Davon wurden nur 20 Männer seit 1985 geboren. In den Jahren 2020 und 2021 wurde jeweils nur ein Junge Birger genannt.
Auch in Norwegen war Birger vor allem zu Beginn des 20. Jahrhunderts beliebt und wurde zur Mitte des Jahrhunderts hin immer seltener vergeben. Heute leben noch 2.450 Männer in Norwegen, die Birger als Teil ihres Vornamens tragen, davon tragen 1.519 Männer keinen weiteren Vornamen. Im Jahr 2021 wurde Birger an 0,027 % der neugeborenen Jungen vergeben.

## Varianten

### Männliche Varianten
- Altnordisch: Birgir, Byrger
- Dänisch: Berge, Berger, Bille, Birgir, Biriel, Borger, Byrre, Byrrhe
  - Altdänisch: Birge, Birgher, Byrge, Børge, Børre
- Färöisch: Birgar, Birgir
- Finnisch: Birgerus, Börje, Piri, Pirje, Pirjeri, Pirkeri, Pirkka
  - Samisch: Birki
- Isländisch: Birgir
- Norwegisch: Berge, Berger, Bille, Birge, Birgir, Bjørger, Borge, Borger, Byrge, Bør, Børe, Børge, Børger
- Schwedisch: Beriel, Bigge, Bille, Birgel, Birgerus, Birgir, Birre, Borge, Börel, Börge, Böril, Børje, Børjer, Børre, Børrea
  - Altschwedisch: Berge, Berger, Bergerus, Birghir, Birgher, Byrghe, Byrghir, Byrie, Bärge, Börje

### Weibliche Varianten
Finnisch: Birge, Pirje
Norwegisch: Birga
Schwedisch: Birga, Birge, Birre
Möglicherweise handelt es sich auch beim Namen Birgit und seinen Varianten um eine weibliche Form von Birger.

## Namenstage
- Deutschland: 23. Juli
- Finnland: 17. Juni
- Norwegen: 21. Oktober
- Schweden: 9. Juni

## Namensträger
Mittelalter
- Birger Brosa († 1202), schwedischer Jarl (Herzog) von 1174 bis 1202
- Birger Magnusson (1280–1321), von 1290 bis 1319 König von Schweden
- Birger Jarl, Birger Magnusson von Bjälbo (um 1210–1266), schwedischer Staatsmann

Neuzeit
- Birger Bergersen (1891–1977), norwegischer Anatom, Zoologe, Hochschullehrer, Diplomat und Politiker
- Birger Carlstedt (1907–1975), finnlandschwedischer Maler, Pionier der modernen Kunst in Finnland
- Birger Corleis (1955–2012), deutscher Musiker und Musikpädagoge
- Birger Dahlerus (1891–1957), schwedischer Großindustrieller
- Birger Dulz (* 1952), deutscher Psychiater und Psychotherapeut
- Birger Forell (1893–1958), schwedischer evangelischer Pfarrer in Berlin und Espelkamp
- Birger Thorin Grave (* 1952), deutscher Illustrator und Comic-Zeichner
- Birger Gröning, deutscher Politiker (parteilos)
- Birger Heymann (1943–2012), deutscher Komponist
- Birger Holmqvist (1900–1989), schwedischer Eishockey- und Bandyspieler
- Birger Jesch (* 1953), deutscher Künstler (konkrete Poesie, Aktionskunst und Konzeptkunst)
- Birger Kollmeier (* 1958), deutscher Hörforscher
- Birger Larsen (1961–2016), dänischer Filmregisseur und Drehbuchautor
- Birger Lüssow (* 1975), deutscher Politiker (NPD)
- Birger Malmsten (1920–1991), schwedischer Schauspieler
- Birger Nerman (1888–1971), schwedischer prähistorischer Archäologe und Autor
- Birger Petersen (* 1972), deutscher Komponist
- Birger Priddat (* 1950), deutscher Volkswirtschaftler
- Birger Ruud (1911–1998), norwegischer Skispringer
- Birger Schlaug (* 1949), schwedischer Politiker
- Birger Schmidt (* 1964), deutscher Erziehungswissenschaftler
- Birger Scholz (* 1973), deutscher Finanzwissenschaftler und politischer Beamter
- Birger Sellin (* 1973), deutscher Autor
- Birger Sjöberg (1885–1929), schwedischer Dichter
- Birger Verstraete (* 1994), belgischer Fußballspieler
- Birger Wasenius (1911–1940), finnischer Eisschnellläufer

Namensbestandteil
- Karl-Birger Blomdahl (1916–1968), schwedischer Komponist und Dirigent